# Jennifer Grey

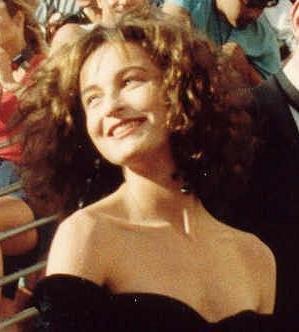
Jennifer Grey vid Oscarsgalan 1988.

Jennifer Elise Grey, född 26 mars 1960 i New York, är en amerikansk skådespelare. Grey är känd för sina roller i filmerna Fira med Ferris (1986) och Dirty Dancing (1987), den senare mottog Grey en Golden Globe-nominering för.  
Jennifer Grey är dotter till skådespelaren Joel Grey och skådespelaren och sångerskan Jo Wilder. 
Under 1990-talet skönhetsopererade Grey sin näsa, vilket förändrade hennes utseende dramatiskt. Hon har senare sagt att det var det största misstag hon gjort i sin karriär, då publiken inte längre kände igen henne från Dirty Dancing. Detta skämtades om i tv-serien It's Like, You Know..., i vilken hon spelade sig själv (1999–2000).
Jennifer Grey vann den elfte säsongen av den amerikanska versionen av Let's Dance, Dancing with the Stars, med sin danspartner Derek Hough (2010).
Jennifer Grey var gift med skådespelaren Clark Gregg mellan åren 2001 och 2020 och de har en dotter född 2001.

## Filmografi i urval
- 1984 – Röd gryning
- 1985 – American Flyers
- 1985 – Cindy Eller: A Modern Fairy Tale
- 1986 – Fira med Ferris
- 1987 – Dirty Dancing
- 1989 – Spårhundar på Broadway
- 1990 – Askungen i Paris
- 1990 – Murder in Mississippi
- 1994 – Vänner (TV-serie), (avsnittet "The One with the Evil Orthodontist")
- 1992 – Wind
- 1993 – Dödligt försvar
- 2000 – Bounce
- 2001 – Voodoo Ritual
- 2006 – Road to Christmas
- 2008 – Keith
- 2011 – The Bling Ring
- 2014 – In Your Eyes
- 2018 – Untogether
- 2024 – A Real Pain